# Igor Karlovič Sievers
Grof Igor Karlovič Sievers (rusko Егор Карлович Сиверс; nemško Johann Joachim Georg Graf von Sievers), ruski general baltsko-nemškega rodu, * 1779, † 1827.
Bil je eden izmed pomembnejših generalov, ki so se borili med Napoleonovo invazijo na Rusijo; posledično je bil njegov portret dodan v Vojaško galerijo Zimskega dvorca.

## Življenje
Sprva je bil dvorni paž, nato pa je bil 29. januarja 1798 kot poročnik dodeljen Izailovskemu polku. 11. oktobra 1799 je postal štabni stotnik in 16. novembra 1800 stotnik. Upokojil se je 9. decembra 1801. 
Nato se je šolal na Univerzi v Göttingenu in v Dorpatu. 19. aprila 1806 se je ponovno vrnil v vojaško službo in sicer kot polkovnik ter poveljnik 1. pionirskega polka. 
Slednjemu polku je poveljeval med patriotsko vojno leta 1812; za zasluge je bil 3. januarja 1813 povišan v generalmajorja in 17. februarja istega leta imenovan za poveljnika poljskega inženirskega polka. 
Med nemško kampanjo 1813-14 je bil poveljnik inženircev armade generala Tollyja. Po vojni je postal poveljnik inženircev 1. armade. 
30. junija 1816 je bil imenovan za direktorja Glavne inženirske šole. 29. marca 1825 je bil povišan v generalporočnika.